# 샹들리에

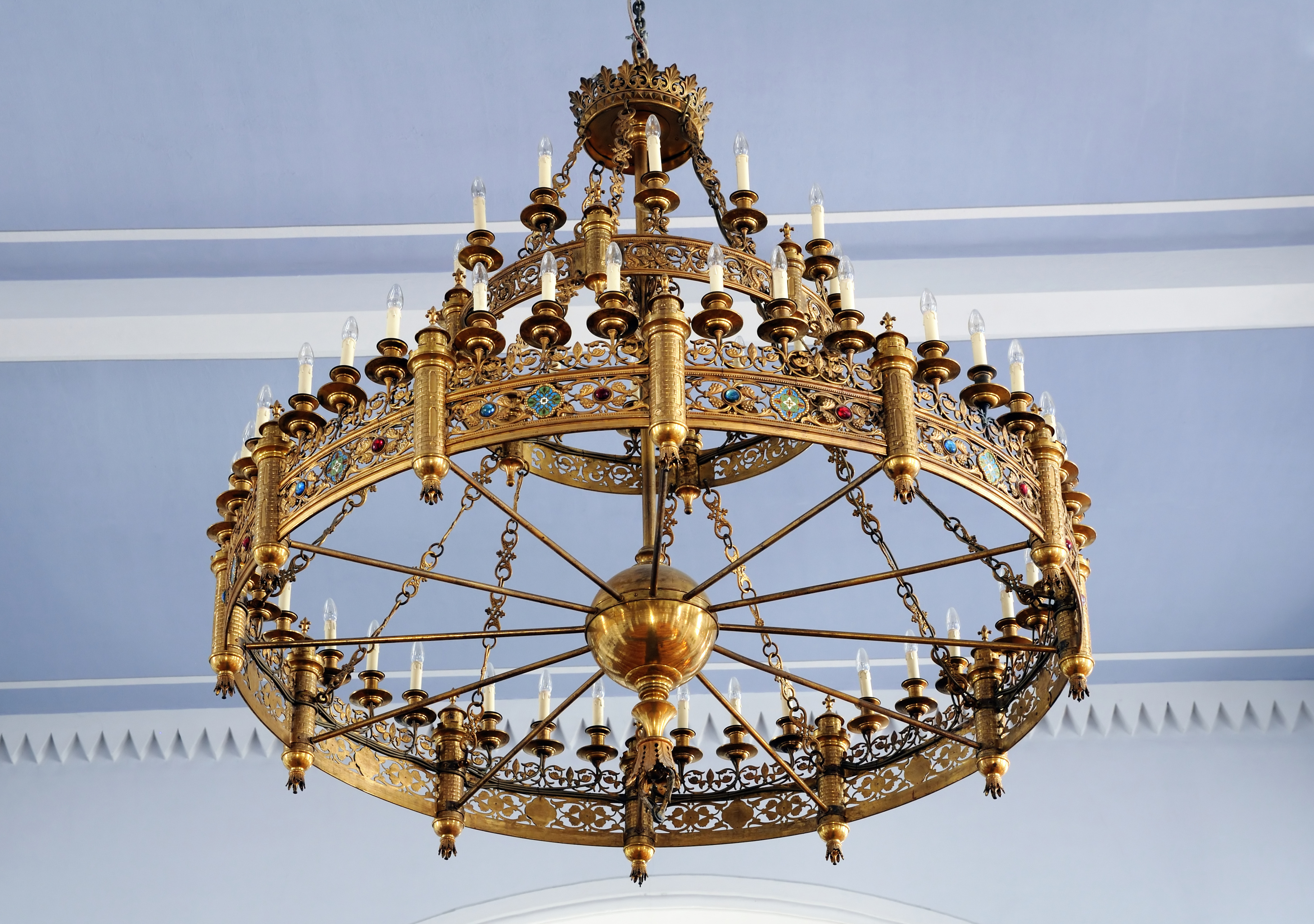
샹들리에

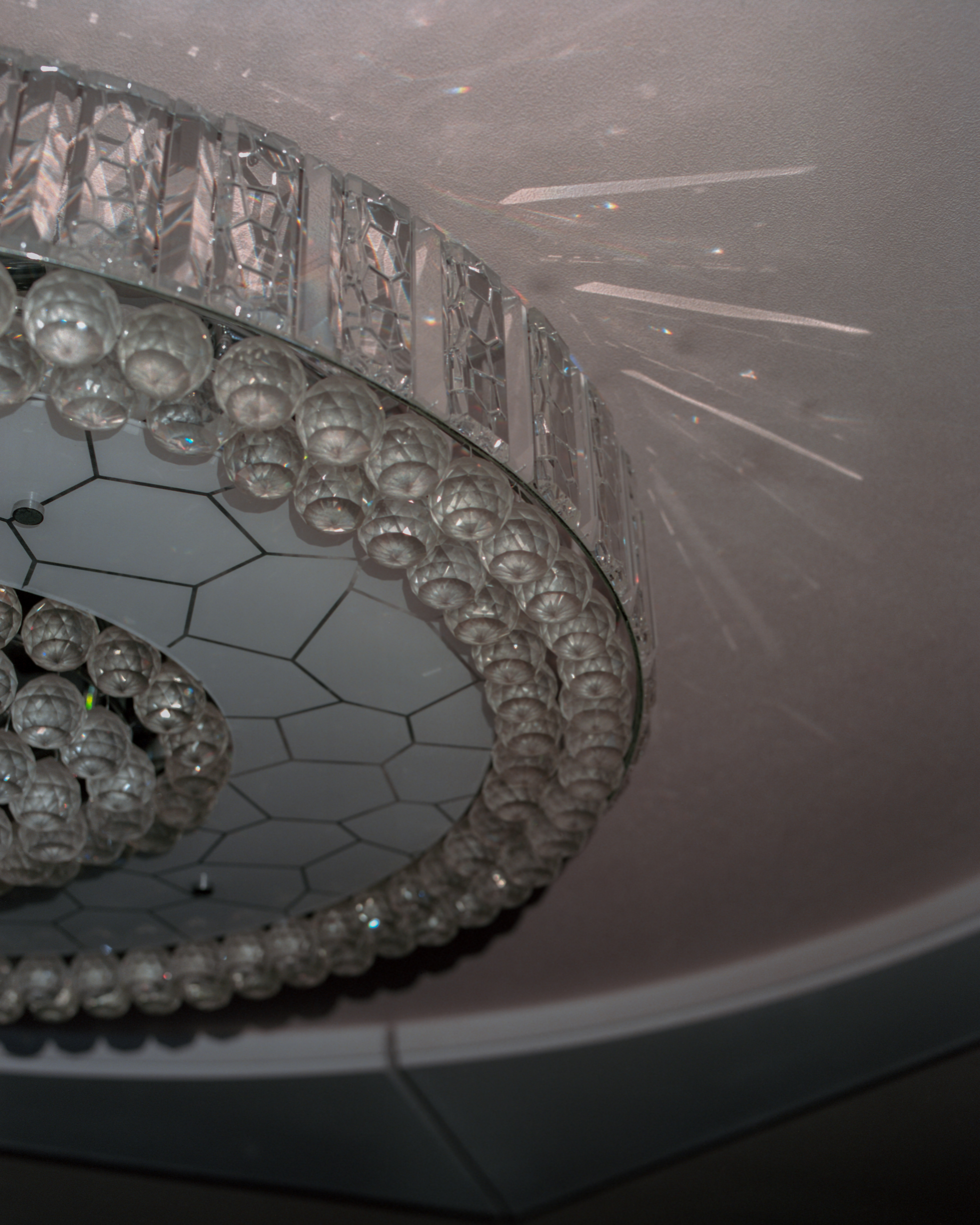
한국의 가정용 레디메이드 샹들리에.

샹들리에(Chandelier, 문화어: 무리등, 장식등) 천장이나 벽에 매달아 쓰는 장식용 조명 기구로서, 드리우는 꽃 모양이나 여러 개의 가지가 방사형으로 나 있는 모양의 촛대나 등불대. 극장, 호텔 로비, 연회장 같은 화려한 분위기의 장소나 격식이 필요한 곳에 설치한다.

## 용어
샹들리에(chandelier)라는 용어는
1736년 영어로 처음 알려졌으며 이는 촛대를 의미하는 프랑스어: chandelle 또는 프랑스어: candere에서 빌려온 것으로, 이는 라틴어 낱말 candelabrum에서 비롯되었다.

## 역사
최초의 촛불 샹들리에는 중세 시대에 부유층에 의해 사용되었으며, 이러한 종류의 샹들리에는 각기 다른 방으로 이동이 가능하였다. 15세기에 링이나 크라운 디자인의 더 복잡한 형태의 샹들리에가 귀족, 성직자, 상인들의 여러 궁전과 집들에 장식적인 기능으로 인기를 끌었다. 높은 비용은 샹들리에를 호화로움과 지위의 상징으로 만들었다.

## 같이 보기
- 조명기구